# Lista de prefeitos de Wall Ferraz
Constam a seguir os administradores eleitos no município de Wall Ferraz, criado pela Lei Estadual n.º 4.810 de 27 de dezembro de 1995 sancionada pelo governador Mão Santa e que foi instalado em 1º de janeiro de 1997.

## Prefeitos de Wall Ferraz
| Ordem  | Lista de prefeitos do município  | Partido | Início do mandato     | Fim do mandato         | Cidade onde nasceu  | Unidade federativa | Notas            |
| ------ | -------------------------------- | ------- | --------------------- | ---------------------- | ------------------- | ------------------ | ---------------- |
| 1º     | Joaquim Rufino da Silva Neto     | PFL     | 1º de janeiro de 1997 | 31 de dezembro de 2000 |                     |                    |                  |
| 2º     | Rubem Nunes Martins              | PSDB    | 1º de janeiro de 2001 | 31 de dezembro de 2004 | Santa Cruz do Piauí | Piauí              | [ 3 ]            |
| 2º     | Rubem Nunes Martins              | PSDB    | 1º de janeiro de 2005 | 31 de dezembro de 2008 | Santa Cruz do Piauí | Piauí              | [ 3 ] [ nota 1 ] |
| 3º     | Adilson Moura Pinheiro de Araújo | PSB     | 1º de janeiro de 2009 | 31 de dezembro de 2012 | Santa Cruz do Piauí | Piauí              |                  |
| 3º     | Adilson Moura Pinheiro de Araújo | PSB     | 1º de janeiro de 2013 | 31 de dezembro de 2014 | Santa Cruz do Piauí | Piauí              | [ nota 2 ]       |
| 4º     | Danilo Araújo Nunes Martins      | PSB     | 1º de janeiro de 2015 | 31 de dezembro de 2016 | Teresina            | Piauí              |                  |
| 4º     | Danilo Araújo Nunes Martins      | PSB     | 1º de janeiro de 2017 | 31 de dezembro de 2020 | Teresina            | Piauí              | [ nota 3 ]       |
| 5º     | Luiz Guilherme Maia de Sousa     | PP PSD  | 1º de janeiro de 2021 | 31 de dezembro de 2024 | Teresina            | Piauí              | [ 4 ]            |
| 5º     | Luiz Guilherme Maia de Sousa     | PP PSD  | 1º de janeiro de 2025 | Em exercício           | Teresina            | Piauí              |                  |
| Fonte: |                                  |         |                       |                        |                     |                    |                  |

## Vice-prefeitos de Wall Ferraz
| Ordem  | Lista de vice-prefeitos do município | Partido | Início do mandato     | Fim do mandato         | Cidade onde nasceu  | Unidade federativa | Notas      |
| ------ | ------------------------------------ | ------- | --------------------- | ---------------------- | ------------------- | ------------------ | ---------- |
| 1º     | Valdemar Mendes Borges               | PTB     | 1º de janeiro de 1997 | 31 de dezembro de 2000 |                     |                    |            |
| 2º     | Francisco Ricardo de Morais          | PSDB    | 1º de janeiro de 2001 | 31 de dezembro de 2004 |                     |                    |            |
| 2º     | Francisco Ricardo de Morais          | PSDB    | 1º de janeiro de 2005 | 31 de dezembro de 2008 | [ nota 1 ]          |                    |            |
| 3º     | Francisca Regina de Sousa Morais     | PSB     | 1º de janeiro de 2009 | 31 de dezembro de 2012 | Santa Cruz do Piauí | Piauí              |            |
| 4º     | Danilo Araújo Nunes Martins          | PSB     | 1º de janeiro de 2013 | 31 de dezembro de 2014 | Teresina            | Piauí              | [ nota 2 ] |
| 5º     | Edmilson de Sousa Pinheiro           | PSB     | 1º de janeiro de 2021 | 31 de dezembro de 2024 | Santa Cruz do Piauí | Piauí              | [ 4 ]      |
| 5º     | Edmilson de Sousa Pinheiro           | PSB     | 1º de janeiro de 2025 | Em exercício           | Santa Cruz do Piauí | Piauí              |            |
| Fonte: |                                      |         |                       |                        |                     |                    |            |

## Vereadores de Wall Ferraz
Relação ordenada conforme o número de mandatos exercidos por cada vereador a partir do ano de sua primeira eleição, observado sempre que possível a ordem alfabética.
| Lista de vereadores do município     | Mandatos | Ano da eleição                                 | Cidade onde nasceu  | Unidade federativa |
| ------------------------------------ | -------- | ---------------------------------------------- | ------------------- | ------------------ |
| Francisco Pinheiro Leal              | 08       | 1996, 2000, 2004, 2008, 2012, 2016, 2020, 2024 | Wall Ferraz         | Piauí              |
| José Ferreira de Castro              | 08       | 1996, 2000, 2004, 2008, 2012, 2016, 2020, 2024 | Wall Ferraz         | Piauí              |
| Sebastião Coelho Pimentel            | 08       | 1996, 2000, 2004, 2008, 2012, 2016, 2020, 2024 | Santa Cruz do Piauí | Piauí              |
| Maria de Sousa Santos                | 06       | 1996, 2000, 2004, 2008, 2012, 2016             | Santa Cruz do Piauí | Piauí              |
| Pedro Reis de Sousa                  | 06       | 1996, 2000, 2004, 2008, 2012, 2016             | Santa Cruz do Piauí | Piauí              |
| Roberto Pereira Borges               | 04       | 2008, 2012, 2016, 2020                         | Santa Cruz do Piauí | Piauí              |
| Manoel Pinheiro de Mesquita          | 03       | 2016, 2020, 2024                               |                     |                    |
| Joaquim Emi de Sousa                 | 02       | 1996, 2004                                     | Santa Cruz do Piauí | Piauí              |
| Antônio Gonçalves Guimarães Filho    | 02       | 2000, 2004                                     | Picos               | Piauí              |
| Antônio Enoque Pacheco               | 02       | 2004, 2008                                     | Santa Cruz do Piauí | Piauí              |
| Osiel Francisco dos Santos           | 02       | 2008, 2012                                     | Santa Cruz do Piauí | Piauí              |
| Edmilson de Sousa Pinheiro           | 02       | 2012, 2016                                     | Santa Cruz do Piauí | Piauí              |
| Valdelso Moura Silva                 | 02       | 2016, 2020                                     | Wall Ferraz         | Piauí              |
| Gabriel Santos Ferreira              | 02       | 2020, 2024                                     | Picos               | Piauí              |
| Maria do Socorro de Sousa Morais     | 02       | 2020, 2024                                     | Wall Ferraz         | Piauí              |
| Antônio José Ferreira                | 01       | 1996                                           | Santa Cruz do Piauí | Piauí              |
| Aurino de Sousa Pinheiro             | 01       | 1996                                           |                     |                    |
| João José de Moura                   | 01       | 1996                                           |                     |                    |
| Francisco Pereira da Silva           | 01       | 2000                                           | Picos               | Piauí              |
| Martinho Fidel de Morais             | 01       | 2000                                           |                     |                    |
| Valdir Manoel de Sousa               | 01       | 2000                                           |                     |                    |
| Dagoberto Martins de Sousa           | 01       | 2004                                           | Santa Cruz do Piauí | Piauí              |
| José Auxiliador da Silva             | 01       | 2008                                           | Santa Cruz do Piauí | Piauí              |
| Helanyo Barbosa Guimarães            | 01       | 2012                                           | Picos               | Piauí              |
| Ricardo Daniel dos Santos Nascimento | 01       | 2020                                           | Wall Ferraz         | Piauí              |
| Armando de Sousa Oliveira            | 01       | 2024                                           | Santa Cruz do Piauí | Piauí              |
| Francisco das Chagas Pessoa da Silva | 01       | 2024                                           | Santa Cruz do Piauí | Piauí              |
| Magno José Santiago Guimarães Santos | 01       | 2024                                           | Teresina            | Piauí              |
| Fonte:                               |          |                                                |                     |                    |